# Tuchlovice
Tuchlovice (en allemand : Tuchlowitz) est une commune du district de Kladno, dans la région de Bohême-Centrale, en République tchèque. Sa population s'élevait à 2 779 habitants en 2024.

## Géographie
Tuchlovice se trouve à 3 km à l'est-sud-est de Stochov, à 9 km à l'ouest de Kladno et à 33 km à l'ouest- nord-ouest de Prague.
La commune est limitée par Kačice au nord, par Libušín et Kladno à l'est, par Kamenné Žehrovice et Žilina au sud, et par Lány et Stochov à l'ouest.

## Histoire
La première mention écrite de la localité date de 1283.